# Erpetogomphus leptophis
Erpetogomphus leptophis – gatunek ważki z rodziny gadziogłówkowatych (Gomphidae).